# 撒基諾
撒基諾，是台灣卑南族的一位傳說人物，因為受到覬覦自己財產的女性的欺騙而被暗殺，並且化為烏鴉報復。

## 傳說

### 求婚
撒基諾來自射馬干部落，他有一天帶著一隻豬作為禮物來到南王部落尋求結婚的對象，但始終找不到合適的對象，最後有兩個少女看中他帶的豬，因此答應和他結婚，但事實上她們心裡打算直接把豬騙走。

### 受騙
因為找到妻子，撒基諾便開心的打算在一間房子裡宰豬請客，但那兩位少女聲稱要為走累的他料理豬肉，請他先去外面的樹下休息，而自己偷偷帶著處理好的豬肉從後門溜出去，撒基諾向屋內詢問豬肉處理的情況時，還把臭蟲的叫聲當作她們隨口的應答，直到最後察覺不對勁才發現自己受騙。

### 被殺
撒基諾順著兩位女性的腳步，追到卑南溪的南岸，而她們就在北岸處理豬肉，原本撒基諾打算追上去，卻因為河床太深而只能退回，但那兩位少女卻施展起法術使河水減少，讓他得以抵達北岸，而少女們聲稱自己是為了取煮豬油的水才來河邊的，要他再等一下。撒基諾聽信她們的話后，便在旁邊烤火睡著，而少女們趁機將煮好的一大鍋滾燙豬油澆在他身上，撒基諾因此一命嗚呼。

### 化身
撒基諾被殺死後，化為了一隻烏鴉，聲稱要為了向她們報仇而吃光她們田裡的作物，少女們害怕自己餓死而向他哀求把田邊部分的作物留給他們，撒基諾答應了，從此烏鴉便開始吃田裡的作物。

### 其他版本
事實上，類似的烏鴉報復傳說在其他卑南族部落甚至是排灣族、魯凱族部落中也可以見到，但有細節上的不同，例如太麻里部落（Tjavualji，台東縣太麻里鄉，排灣族）的版本中被騙的人是一名老人，而欺騙他的少女也是直接當場暗殺他而沒有逃走的情節。